# 楊大淵
杨大渊（？—1265年），元朝成州天水县（今甘肃省天水市南）人。

## 生平
杨大渊开始为南宋阆州（今四川阆中）守将。1258年，以城降附蒙古大汗蒙哥。率部招降蓬、广安州，授侍郎，都行省，从攻礼义城，擒获总管黄文才、路钤、高坦之。中统二年（1261年）调兵出通川，与宋将鲜恭交战，擒获统制白继源。中统三年（1262年），奉命出开州、达州，与宋兵在平田、巴渠交战，擒获其知军范燮、统制魏兴、路分黄迪、节干陈子润等。中统四年（1263年），派侄杨文安攻取夔州（今重庆奉节）、合州（今合川），有战功，于蟠龙山筑城，击退来攻宋军。升东川都元帅，领兵攻略宋地。至元元年（1264年）得知南宋都统祁昌从间道运粮入得汉城，并想要迁其知州向良及官吏亲属至内地，便率军到椒坪，大宋敌军，活捉祁昌、向良等，接着又大破援军，擒南宋都统张思广部将盛总管，及祁昌之弟。其后，病逝。

## 身后
追封阆中郡公，谥肃翼。

## 家族
子杨文粲，袭为阆蓬广安顺庆夔府等路都元帅。兄子杨文安。